# Provincia Çankırı
Provincia Çankırı este o provincie a Turciei. Are reședința în orașul cu acelaș nume Çankırı. 
Provincia are 183.880 locuitori (2016) pe o suprafață de 7.388 km². Ea se învecinează cu provinciile Ankara, Çorum, Kırıkkale und Bolu, Kastamonu și Karabük.

## Locuitori
| Recensământ | Număr de locuitori |
| ----------- | ------------------ |
| 1927        | 157.219            |
| 1935        | 177.587            |
| 1940        | 183.782            |
| 1945        | 197.356            |
| 1950        | 217.188            |
| 1955        | 228.232            |
| 1960        | 241.452            |
| 1965        | 250.706            |
| 1970        | 261.367            |
| 1975        | 265.468            |
| 1980        | 258.436            |
| 1985        | 263.964            |
| 1990        | 279.129            |
| 2000        | 269.579            |
| 2005        | 172.635            |
| 2010        | 179.067            |
| 2015        | 180.945            |

.

## Districte
Provincia Çankırı are distirctele:
| - Atkaracalar - Bayramören - Çankırı - Çerkeș - Eldivan - Ilgaz | - Kızılırmak - Korgun - Kurșunlu - Orta - Șabanözü - Yapraklı |